# Lasius obscuratus
Lasius obscuratus är en myrart som beskrevs av Hermann Stitz 1930. Lasius obscuratus ingår i släktet Lasius och familjen myror. Inga underarter finns listade i Catalogue of Life.